# Debbie Linden
Debbie Linden (Glasgow, Schotland, 22 februari 1961 - Kingston upon Thames, Surrey, Engeland, 5 oktober 1997) was een Engelse actrice, vooral bekend als de wellustige secretaresse van de oude Mr. Grace uit Are You Being Served?.
Linden overleed aan een overdosis heroïne, slechts 36 jaar oud.

## Filmografie
- The Benny Hill Show (televisieserie, aflevering Friday Night Fever, 1978) - rol onbekend (niet op aftiteling)
- Home Before Midnight (1979) - Carol
- The Professionals (televisieserie, aflevering Runner, 1979) - Bodies meid
- The Wildcats of St. Trinian's (1980) - Mavis
- Cowboys (televisieserie, 6 afleveringen, 1980) - Doreen
- Are You Being Served? (televisieserie, 5 afleveringen, 1981) - secretaresse oude Mr. Grace
- Benny Hill's V!deo S!deshow (video, 1982) - verschillende rollen (niet op aftiteling)
- Bloodbath at the House of Death (1984) - aantrekkelijke meid
- Just Good Friends (televisieserie, aflevering Special, 1984) - Brenda
- The Kid (televisieserie, 1986) - blonde meid
- Bergerac (televisieserie, aflevering The Evil That Men Do, 1991) - Margie
- The Bill (televisieserie)